# Cetatea Sfântu Gheorghe
Cetatea Sfântu Gheorghe este un ansamblu de monumente istorice aflat pe teritoriul municipiului Sfântu Gheorghe.
Ansamblul este format din următoarele monumente:
- Biserica reformată (cod LMI CV-II-m-A-13090.01)
- Capelă funerară (cod LMI CV-II-m-A-13090.02)
- Fosta școală germană, azi sală confesională a bisericii reformate (cod LMI CV-II-m-A-13090.03)
- Zid de incintă cu turn-clopotniță (cod LMI CV-II-m-A-13090.04)

Biserica Reformată din Sfântu Gheorghe cuprinde ferestre în stil gotic, tavan casetat și pictat, bănci frumos colorate și o orgă care datează 1894, iar Turnul clopotniței a fost ridicat în 1829.  

## Galerie

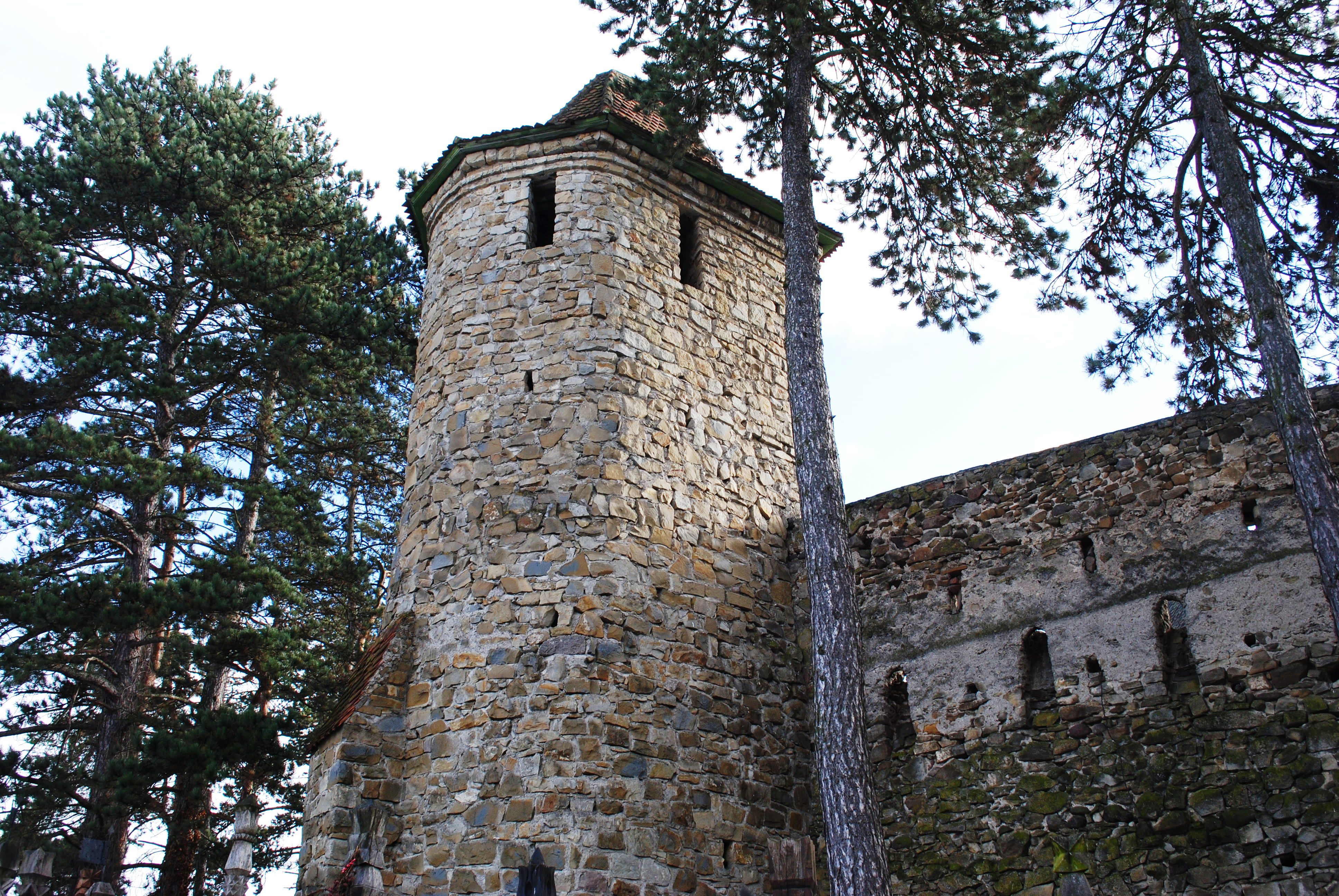
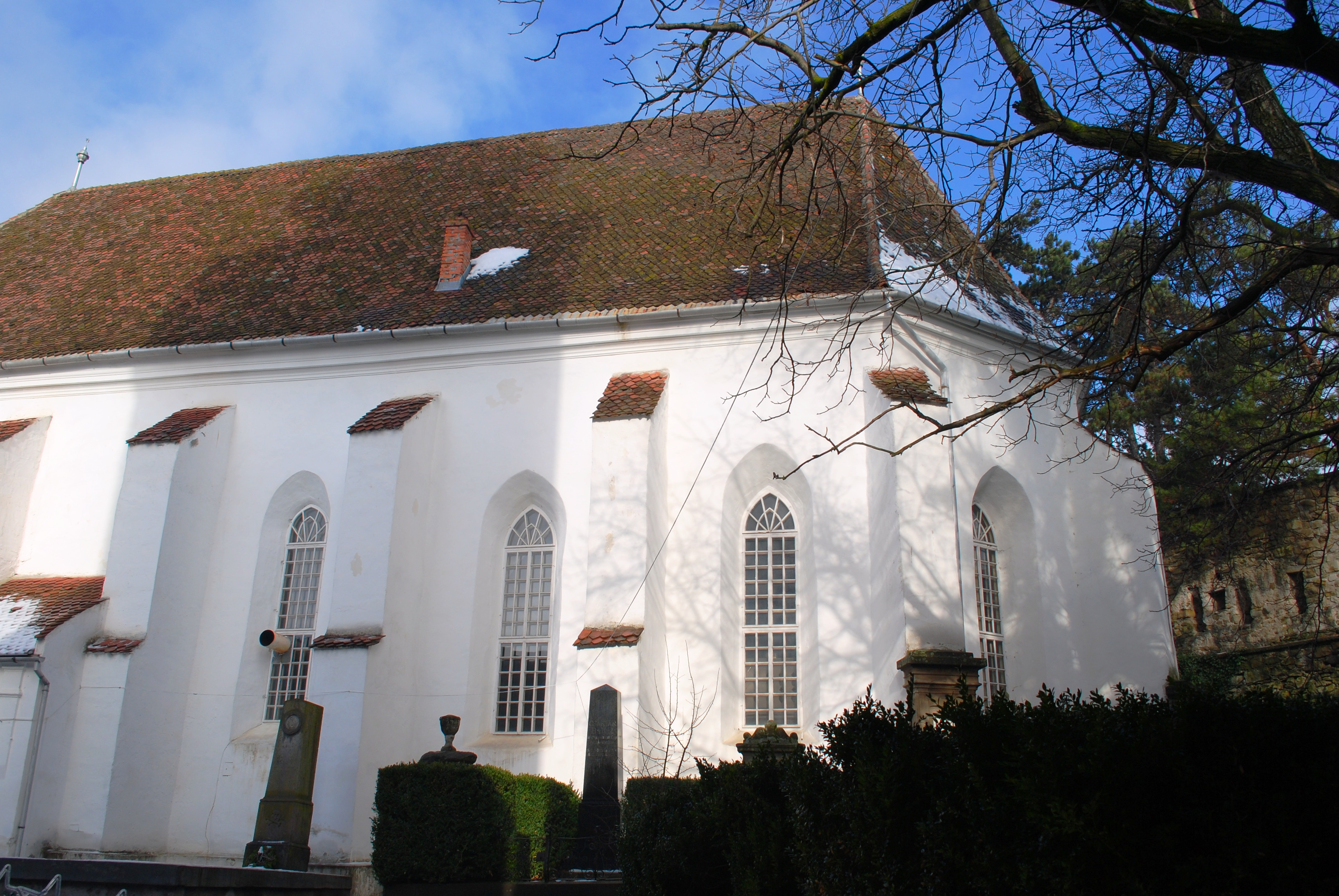
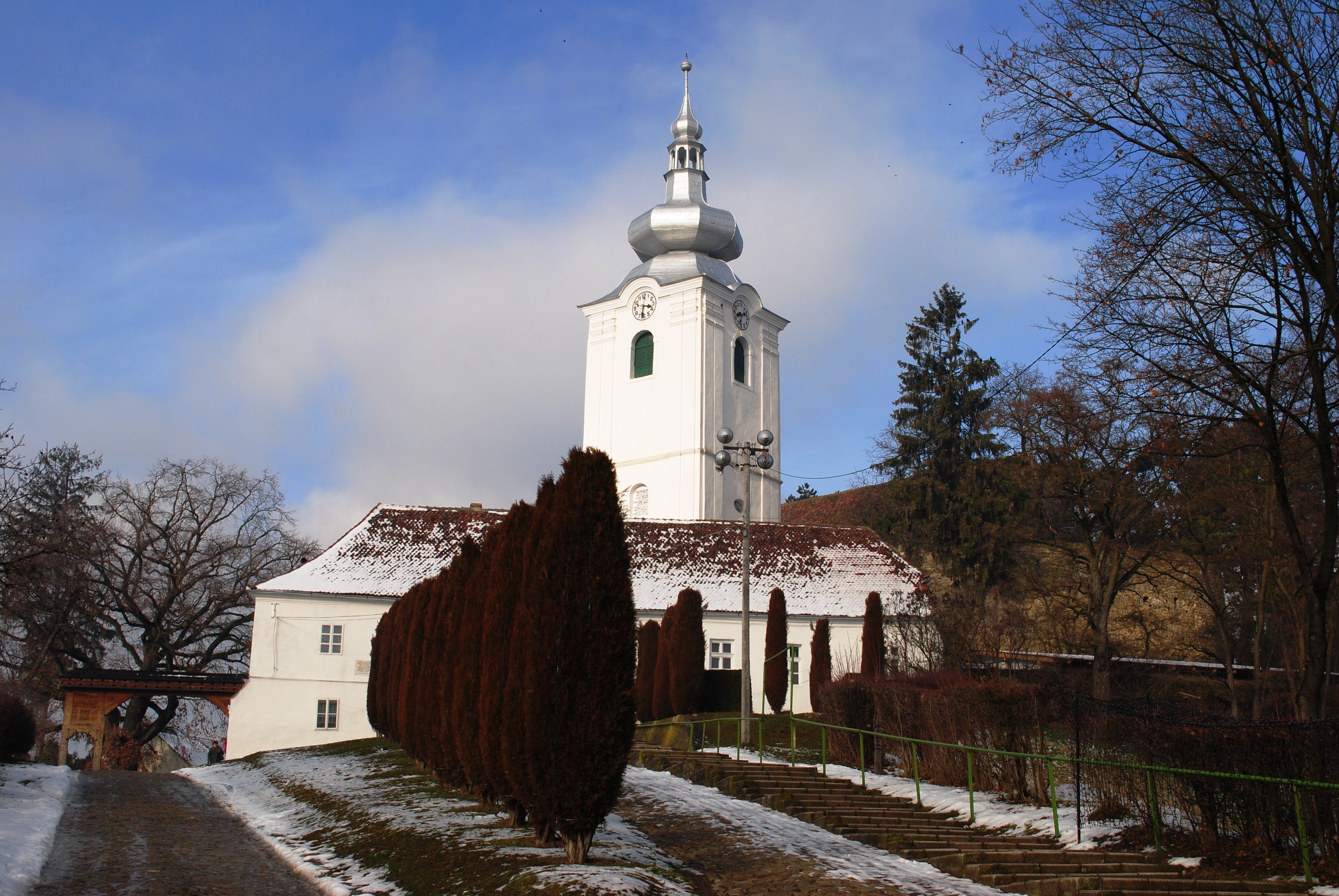
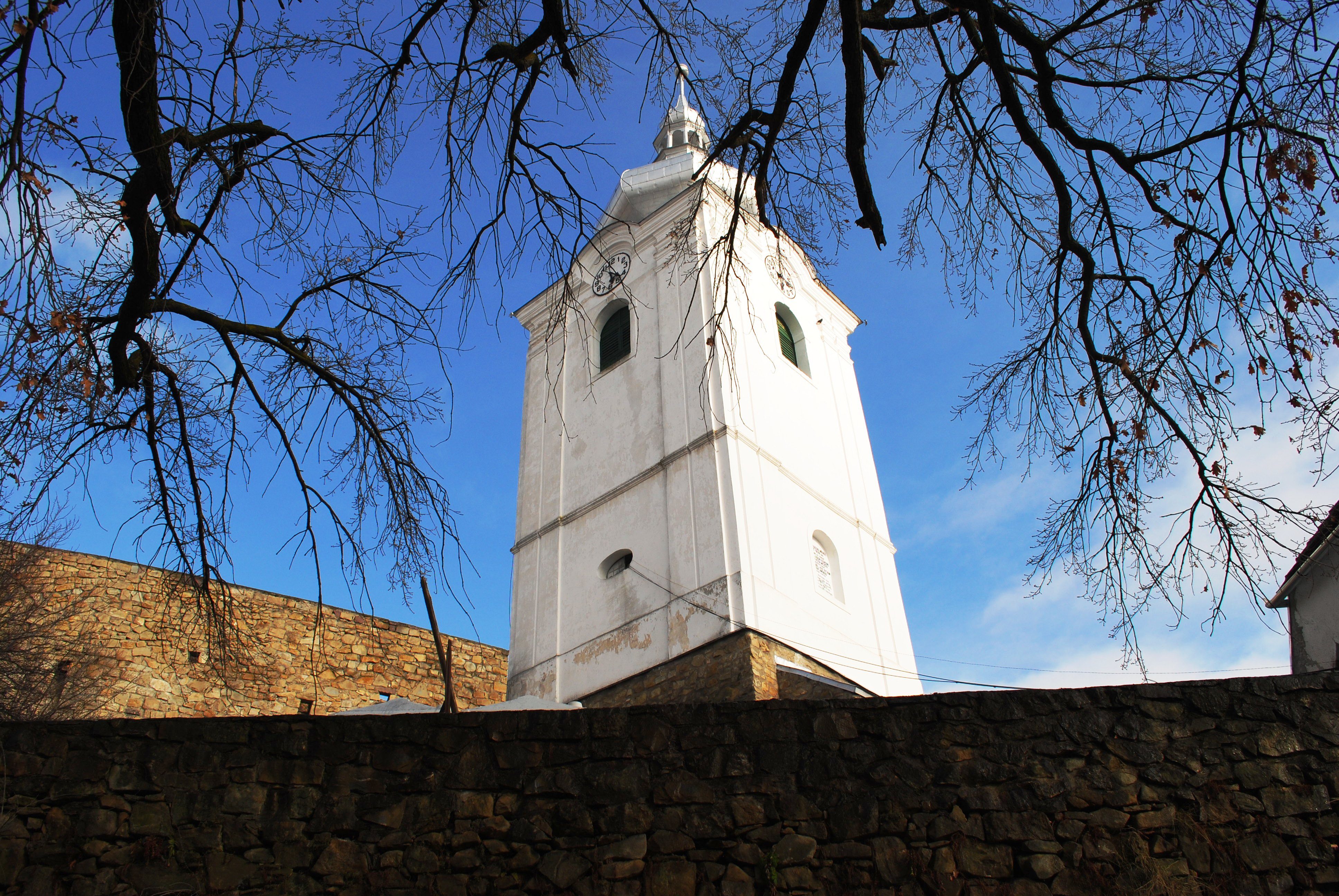